# Roques, Haute-Garonne
Roques är en kommun i departementet Haute-Garonne i regionen Occitanien i södra Frankrike. Kommunen ligger i kantonen Portet-sur-Garonne som tillhör arrondissementet Muret. År 2022 hade Roques 5 295 invånare.

## Befolkningsutveckling
Antalet invånare i kommunen Roques
Referens:INSEE